# Astacoides crosnieri
Astacoides crosnieri е вид десетоного от семейство Parastacidae.

## Разпространение и местообитание
Видът е разпространен в Мадагаскар.
Обитава сладководни басейни, морета, потоци и канали.

## Описание
Популацията на вида е намаляваща.